# Прадо
Пра́до (исп. Museo Nacional del Prado) — национальный музей, один из крупнейших и значимых музеев европейского изобразительного искусства, расположенный в Мадриде (Испания). Здание музея — памятник позднего классицизма. Входит в первую двадцатку самых посещаемых художественных музеев мира.
Музеи Прадо и Тиссена-Борнемисы вместе с Центром искусств королевы Софии образуют Золотой треугольник искусств Мадрида, внесённый в 2021 году в список Всемирного наследия ЮНЕСКО.

## Коллекции музея
Музей располагает собраниями картин Босха, Веласкеса, Гойи, Мурильо, Сурбарана и Эль Греко, относящимися к числу наиболее богатых в мире.
Произведения в залах итальянской живописи датируются периодом от раннего Возрождения (Фра Анджелико, Мантенья, Боттичелли) до XVIII века (Тьеполо).
На первом этаже центральное место в экспозиции занимают картины Рафаэля. На том же этаже расположены полотна  Караваджо и Джентилески. Творения художников венецианской школы — Тициана, Тинторетто, Веронезе и Бассано — образуют один из самых насыщенных живописных ансамблей Прадо.

Многие картины итальянских мастеров были приобретены королями Карлом V, Филиппом II и в особенности Филиппом IV. Наибольший интерес коллекционеры проявляли к работам художников из Венеции.

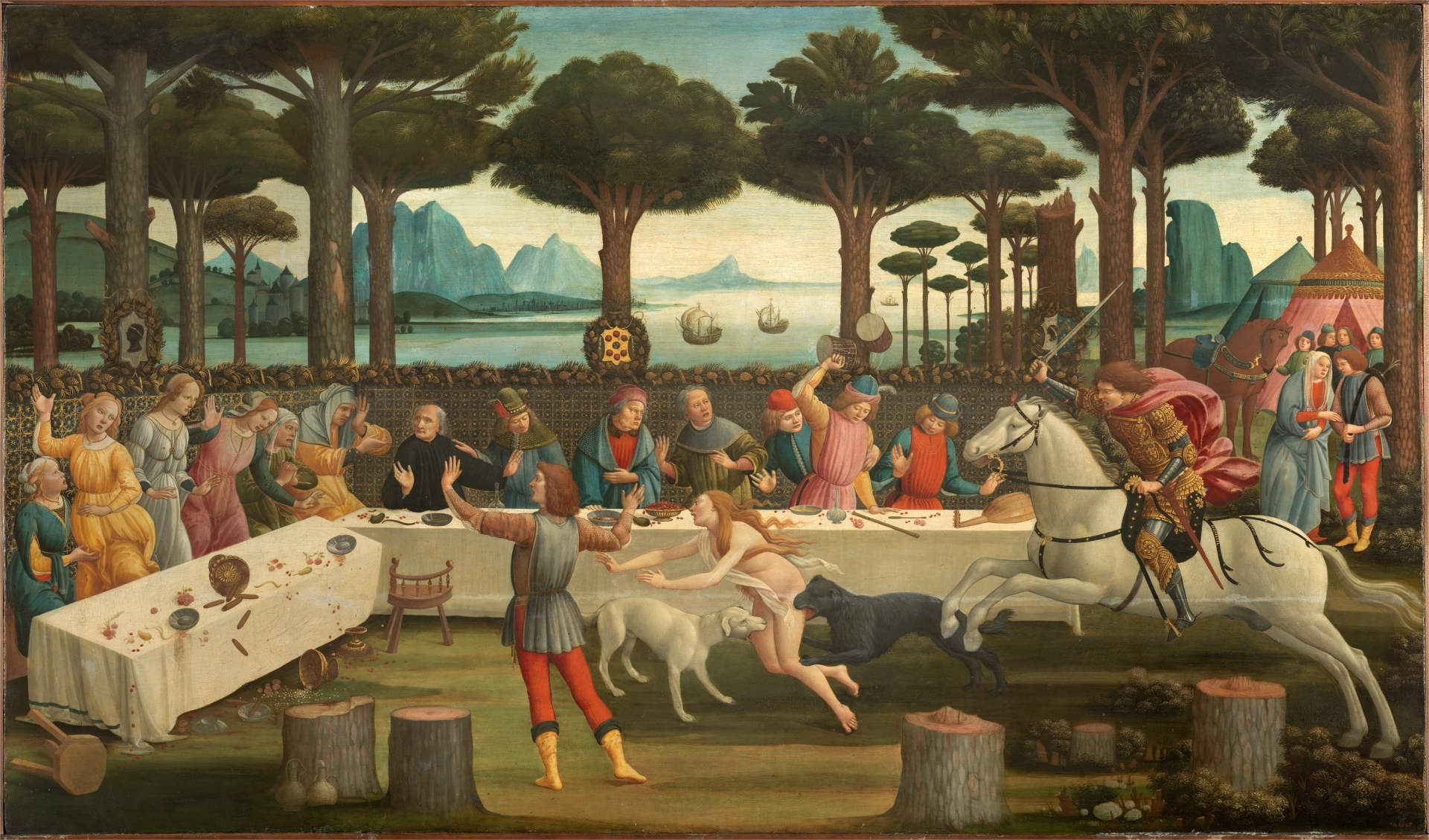
Сандро Боттичелли История Настаджо дельи Онести 1483
Рафаэль Санти Портрет кардинала 1510—1511
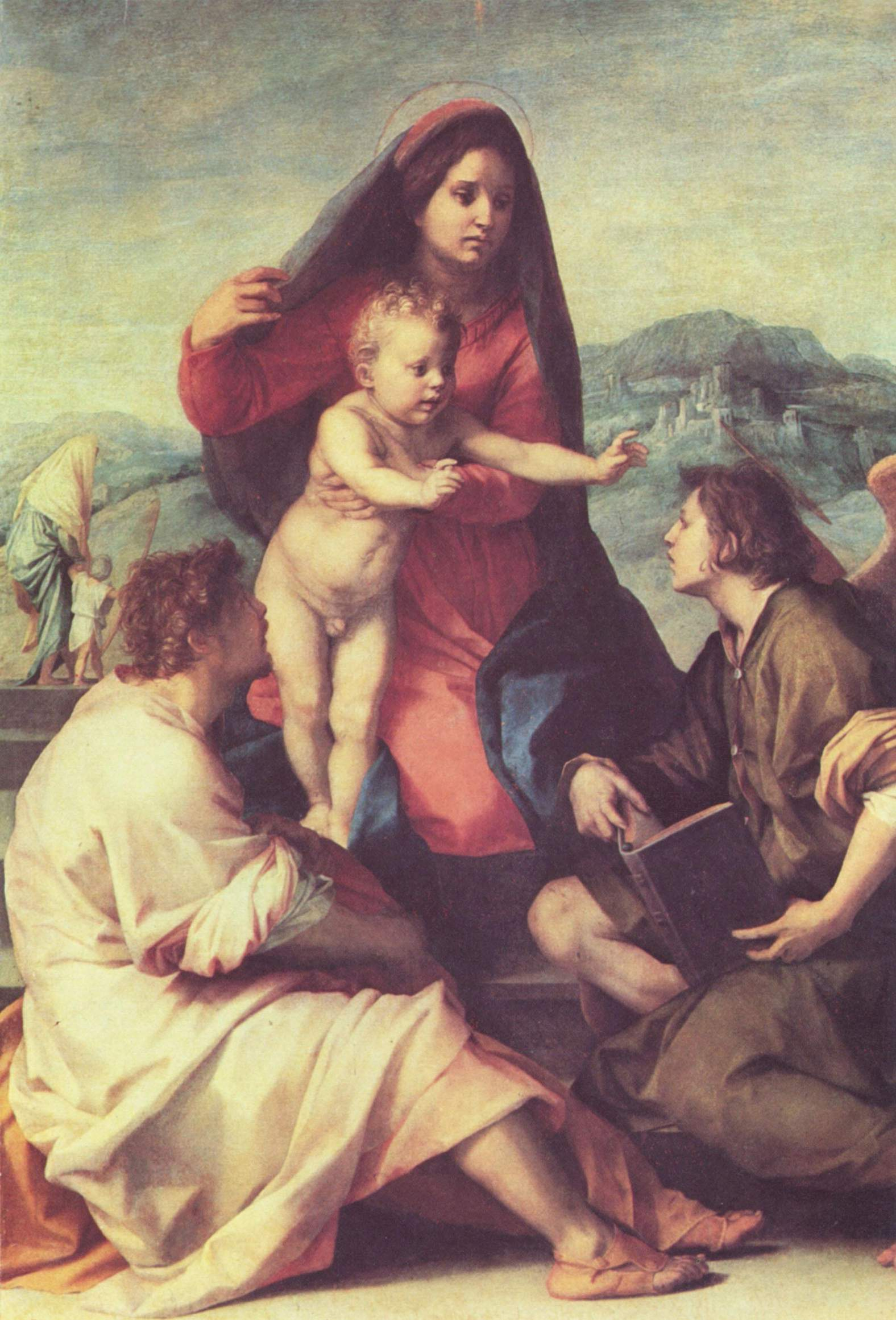
Андреа дель Сарто Мадонна с младенцем и ангелом 1520—1530
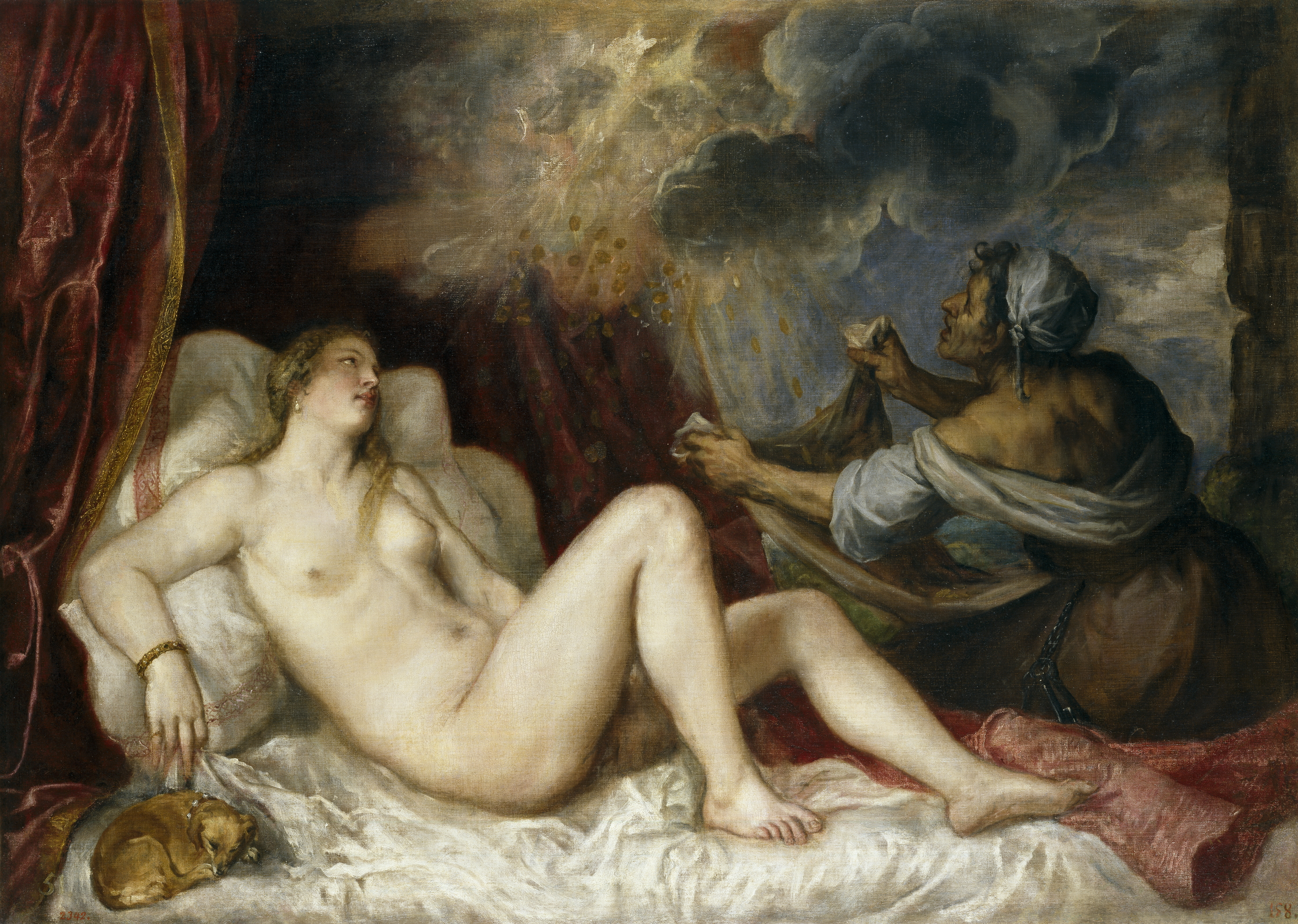
Тициан Даная 1554

### Фламандское искусство
Произведения фламандских художников оказались в коллекции музея не случайно: более полутора веков провинции современных Бельгии, Нидерландов и Люксембурга принадлежали испанской короне. По этой причине многие фламандские художники работали в Испании.
Картины фламандских примитивистов — Вейдена, Баутса, Мемлинга, Босха и других художников XVI века выставлены на нулевом этаже. Одним из главных шедевров фламандской школы в музее является «Воз сена» Босха. На первом этаже можно увидеть великолепное собрание фламандской живописи XVII века — творения Рубенса, Ван Дейка, Брейгеля и других авторов.

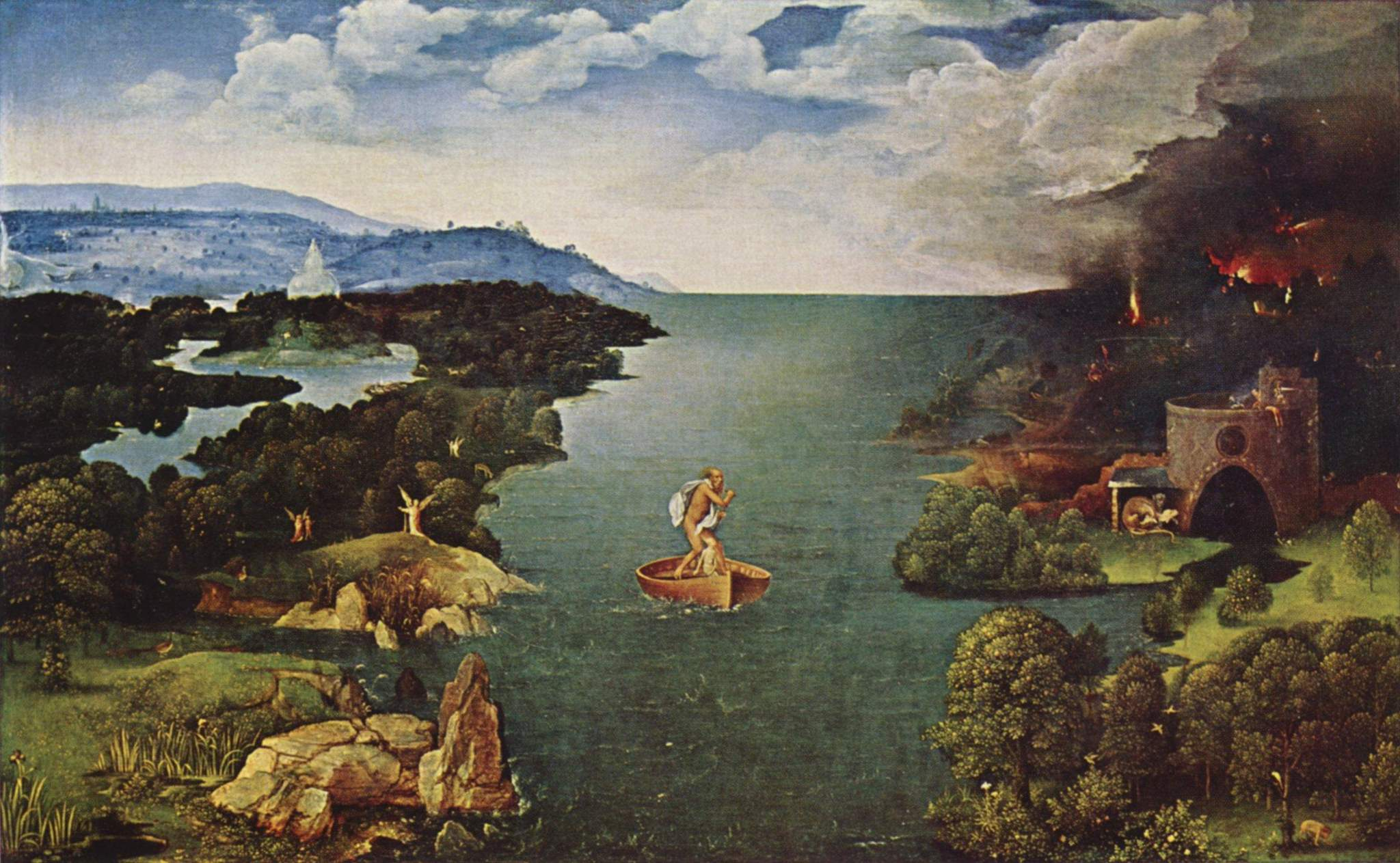
Иоахим Патинир Переправа через реку Стикс 1515
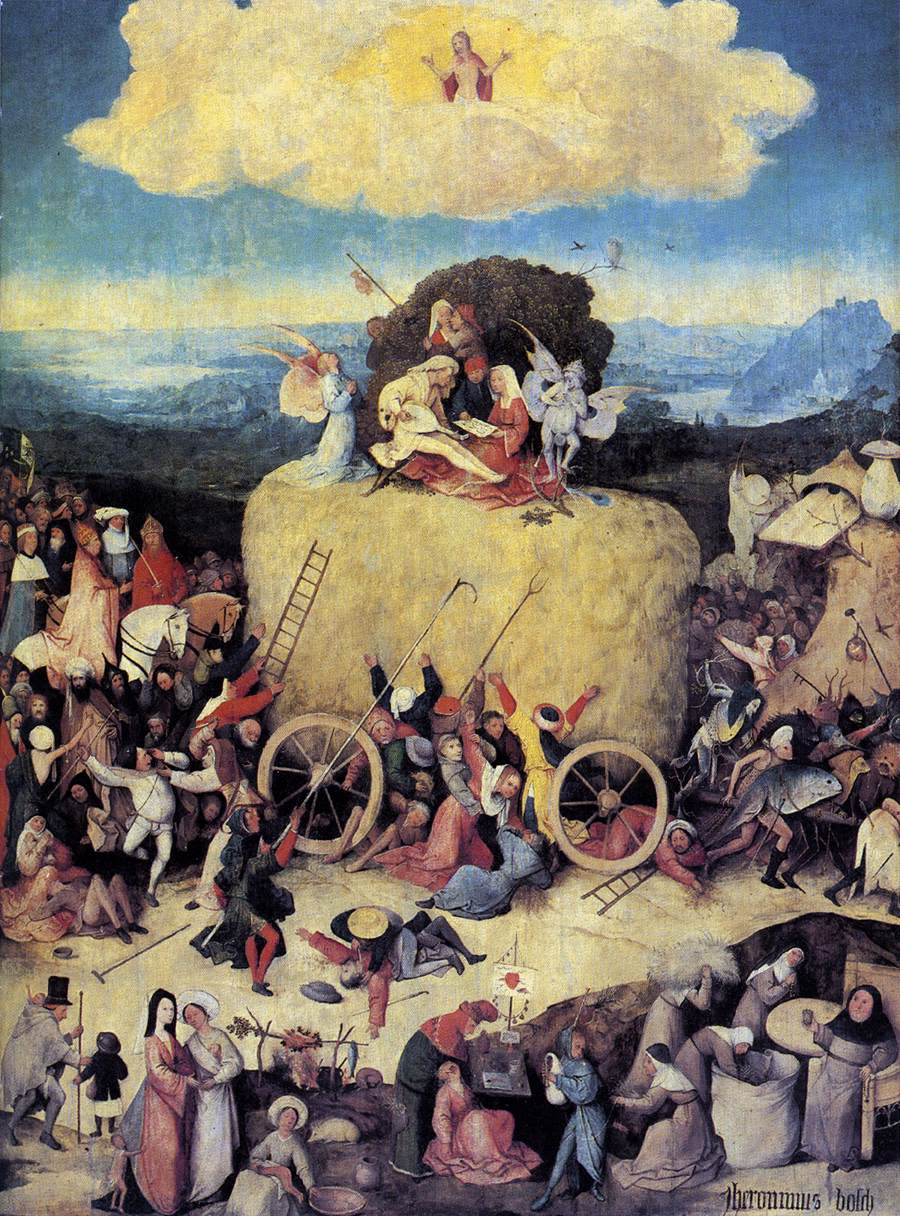
Иероним Босх Воз сена 1550
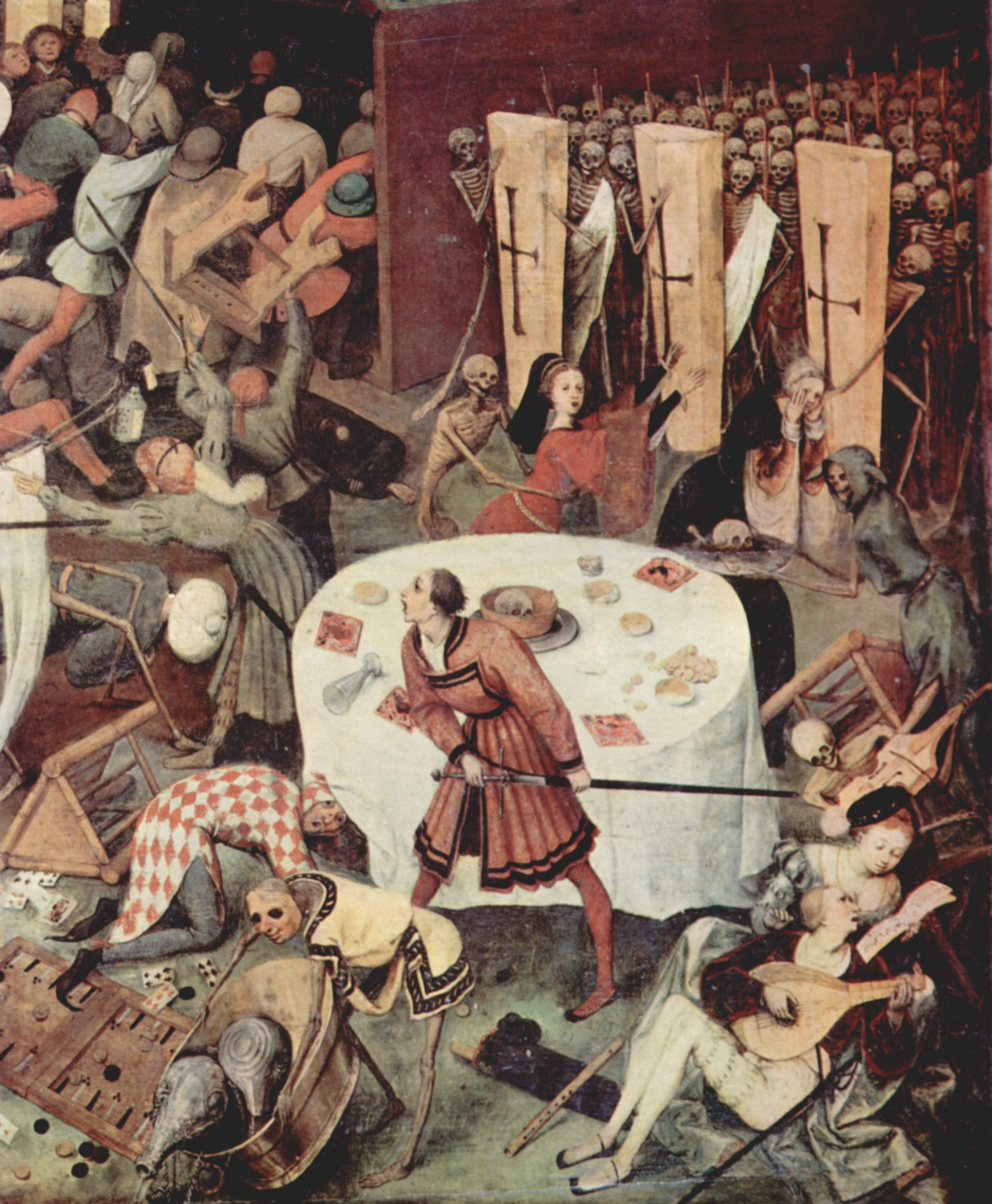
Питер Брейгель Старший Триумф смерти 1560
Рубенс Три грации около 1635

### Испанское искусство
Наиболее широко представлена в музее испанская живопись. Следуя хронологическому критерию, Прадо предлагает вниманию посетителей произведения различных эпох: от романской настенной живописи XII века до творчества Гойи первой трети XIX века. В музее представлены средневековые фрески, готика, искусство Ренессанса и реалистические картины XIX века.
На нулевом этаже экспонируются произведения живописи Средних веков и эпохи Возрождения. На первом размещена экспозиция картин Эль Греко, Веласкеса, Риберы, Мурильо, Сурбарана и других художников испанского Золотого века. Ансамбль испанской живописи в Прадо венчают творения Гойи, которые можно увидеть на нулевом, первом и втором этажах.

Диего Веласкес Менины 1656—1657
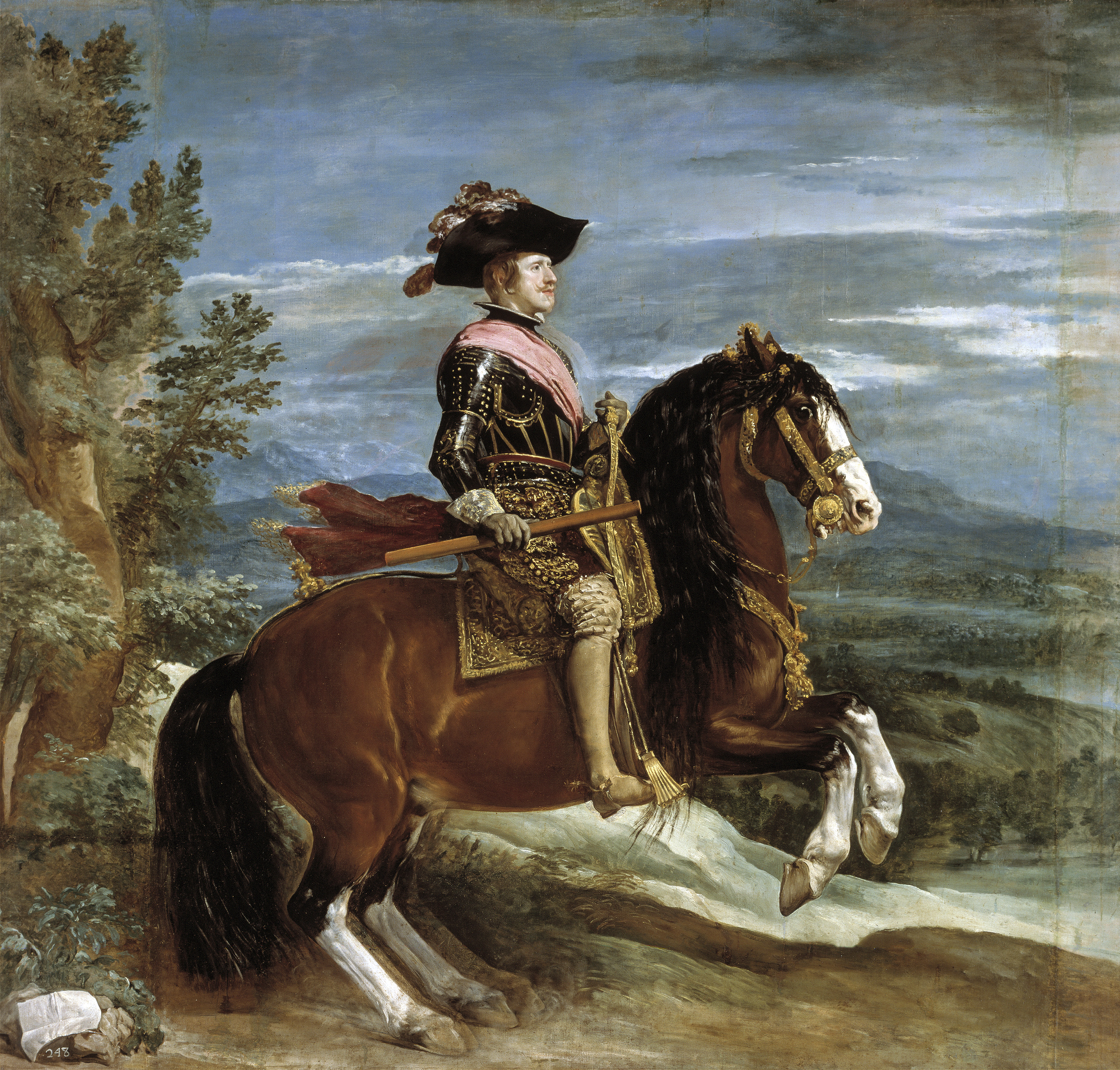
Диего Веласкес Портрет короля Филиппа IV 1634—1635
Эль Греко Рыцарь с рукой на груди 1570—1578

Кроме того, музей знакомит посетителей с обширной коллекцией работ менее известных испанских художников, в частности таких как Эдуардо Росалес, Висенте Кутанда и другие.

### Немецкая школа
Небольшая, но выдающаяся коллекция немецкой живописи включает в себя произведения, созданные в период с XVI по XVIII в. Один из залов на нулевом этаже посвящён шедеврам Альбрехта Дюрера и Лукаса Кранаха. На втором этаже представлены картины Антона Рафаэля Менгса в неоклассическом стиле.

### Английская школа
В настоящее время в музее хранится замечательная коллекция портретов XVIII века — эпохи культурного расцвета Англии — и XIX века. На первом этаже размещены работы Гейнсборо, Рейнольдса и Лоуренса.

### Французская школа
Благодаря тесным отношениям между Испанией и Францией в XVII веке, а также приобретению произведений искусства испанскими королями Филиппом IV и Филиппом V была заложена основа коллекции французской живописи в Прадо. На первом этаже размещены картины Пуссена и Лоррена.

### Рисунки и эстампы
В музее насчитывается около 4000 рисунков, среди которых выделяется самая крупная коллекция рисунков и эстампов Гойи, включающая 500 произведений художника. Рисунки и гравюры из фондов Прадо периодически демонстрируются на выставках музея.

### Скульптура

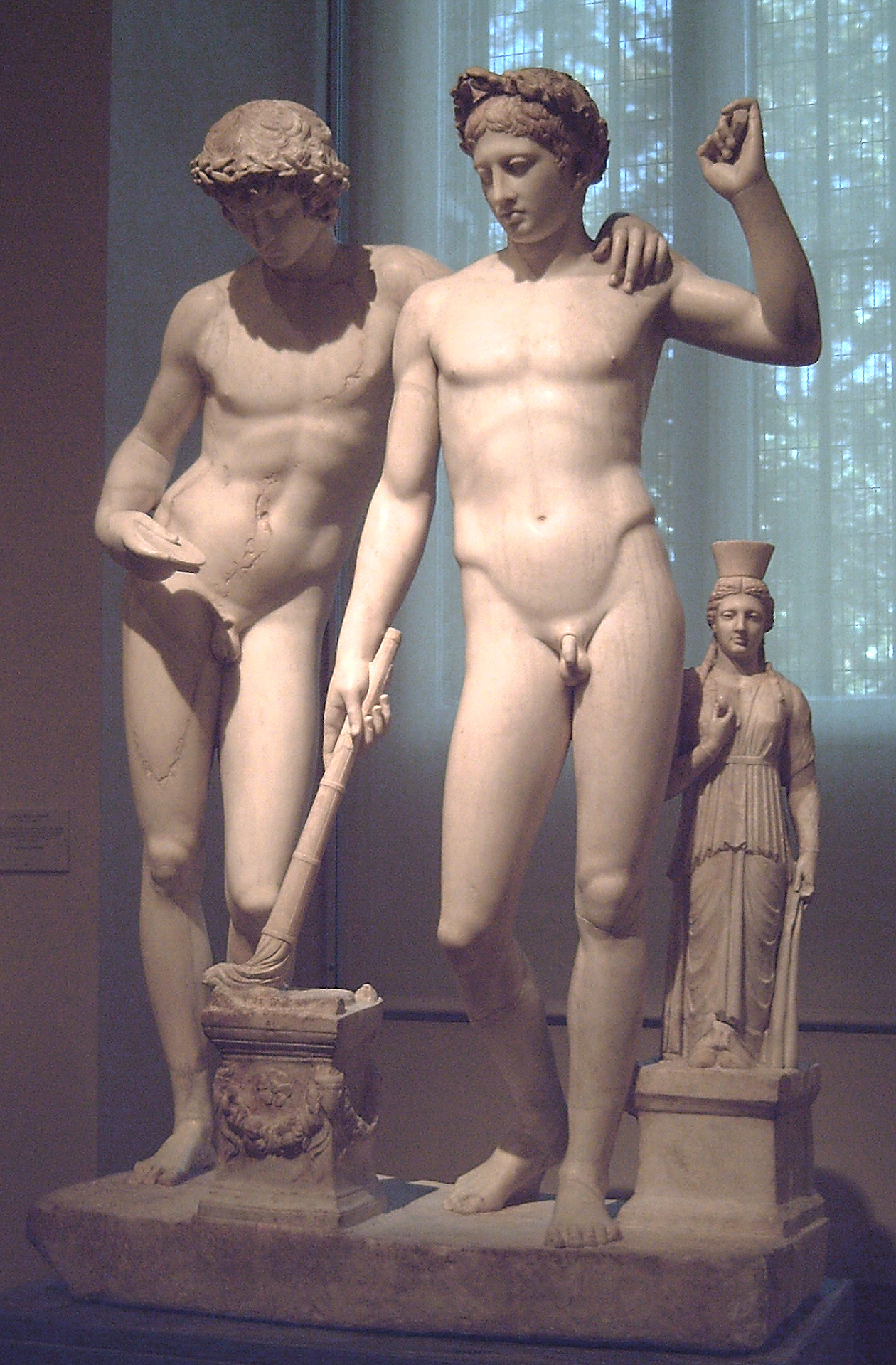
«Жертвоприношение Ореста и Пилада» — пример античного искусства в собрании Прадо

Более 220 классических скульптур, привезённых из Италии в XVI—XIX вв., показывают развитие этого жанра от архаического периода до эллинистической и римской эпох. Коллекцию дополняют творения итальянских скульпторов Леоне Леони и его сына Помпео, созданные по заказу Карла V и Филиппа II в XVI веке.

### Декоративное искусство
В залах музея выставлены столы и консоли XVI—XVIII вв., кассоне, письменные столы, керамика из Урбино и небольшие скульптуры. Самая большая коллекция — «Сокровище дофина» — включает драгоценные предметы, унаследованные Филиппом V от отца — Людовика Великого дофина. Сокровища можно увидеть в залах подвального этажа музея.

## Посещение музея
- Время работы музея: с понедельника по субботу — с 10.00 до 20.00; в воскресенье и праздничные дни — с 10.00 до 19.00; 6 января, 24 и 31 декабря — с 10.00 до 14.00. Вход в музей прекращается за 30 минут до закрытия. Залы начинают закрываться за 10 минут до окончания работы музея. Музей закрыт 1 января, 1 мая и 25 декабря.

## Периодические выставки
В музее проводятся тематические выставки. Например, в 2003 г. здесь проходила выставка произведений Тициана из музеев мира, а в 2006 г., к 25-летию возвращения «Герники» Пикассо на родину, — выставка произведений художника в помещении музеев Прадо и королевы Софии.

## Показ картин из музея на выставках в других странах
Периодически картины из музея экспонируются на выставках в других странах. Так, в 2006 г. в Будапеште проходила выставка «500 лет испанской живописи», где существенную часть экспозиции составляли картины из Прадо, а в 2011 г. в Эрмитаже (Санкт-Петербург) проводилась выставка произведений из Прадо.

## Хронология
- 1775 — по поручению Карла III Испанского архитектор Хуан де Вильянуэва начинает составлять эскизный план для здания Музея естественной истории.
- 1809 — Жозеф Бонапарт издаёт королевский указ об учреждении Музея живописи.
- 1810 — Жозеф Бонапарт своим указом учреждает галерею живописи во дворце Паласио Буэнависта (первоначально её владелицей была герцогиня Альба, позже собственником стал премьер-министр при дворе короля Карла IV господин Годой).
- 1811 — дворец Прадо практически завершён, но умирает Хуан де Вильянуэва. В ходе Испано-французского конфликта французские войска, оккупировавшие Мадрид, используют здание под конюшни, а металлическую крышу разбирают и пускают на хознужды своей армии (впоследствии крыша была заменена черепичной).
- 1814 — Фердинанд VII по инициативе королевы Марии Изабеллы де Браганза принимает решение открыть в пустующем Прадо картинную галерею.
- 1818 — основан Королевский музей.
- 1819 — Фердинанд VII официально проводит церемонию открытия Королевского музея. До 1829 г. в Музей поступает существенная часть королевской коллекции.
- 1829 — в фонд Музея от герцога Сан Фердинандо передана первая картина — «Распятие Христа» Д. Веласкеса.
- 1835 — опубликован известный указ Мендисабаля об отмене ограничительных условий по наследованию церковного имущества, и большое количество полотен из различных монастырей и церквей передано в монастырь Ла Тринидад. Позже эта галерея искусств превратится в Музей де ла Тринидад.
- 1838 — из-за боевых действий (первая карлистская война — гражданская война в Испании с 1833 по 1839 год) в Прадо поступило большое количество картин из дворцов в окрестностях Мадрида, в том числе из Эскориала.
- 1843 — составлен каталог коллекции Прадо, в него вошло 1949 работ.
- 1869 — после свержения королевы Изабеллы II музей национализирован.
- 1879—1882 — гобеленовые этюды Ф. Гойи из королевского дворца в Мадриде, а также полное собрание произведений из Музея де ла Тринидад переданы в Прадо.
- 1881 — музей получает в дар от барона д’Эрлангера «Чёрные картины» Ф. Гойи.
- 1883—1889 — здание достраивается, добавляются новые залы. Проектированием занимался архитектор Хареньо.
- 1889 — музей принимает в дар более 200 картин от герцогини Пастраны.
- 1912 — учреждён Совет попечителей музея.
- 1914—1930 — идёт достройка здания, появляются новые залы. Так, в 1927 г. архитектором Арбо была разработана идея расширения задней части здания. Затем архитектором Педро де Мугурусой была перестроена центральная галерея, а также пристроена новая лестница в северной части здания. За эту перестройку архитектор подвергся резкой критике, так как была разрушена лестница, созданная в XIX веке архитектором Хареньо. Касо́н дель Буэн Ретиро. Филиал музея Прадо напротив парка Ретиро

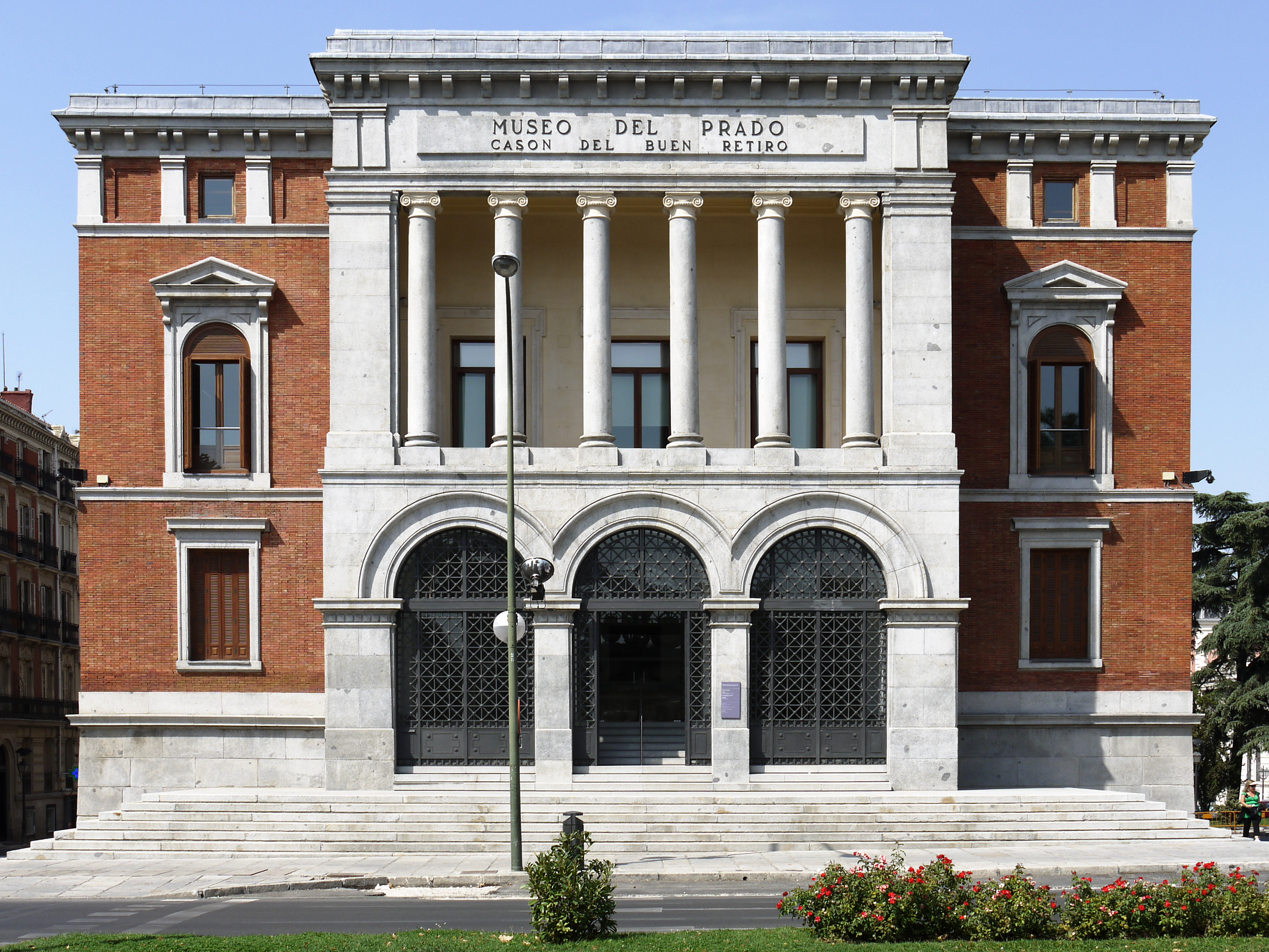
Касо́н дель Буэн Ретиро. Филиал музея Прадо напротив парка Ретиро

- 1915 — умирает Пабло Босх, по завещанию которого Прадо получает ряд полотен.
- 1930 — весьма существенная коллекция картин передана в музей по завещанию Дона Педро Фернандеса Дюрана.
- 1936—1939 — директором музея назначен Пабло Пикассо. Во время гражданской войны в Испании основные полотна при участии Международного совета (специально учреждённого для защиты произведений искусства в Испании) отправлены в Швейцарию (вывезены через Валенсию).
- 1939 — в «Музее искусств и истории» Женевы состоялась выставка картин из Музея Прадо, после которой полотна возвращены в Испанию.
- 1940 — в музей поступает в качестве дара высококачественная коллекция дона Франциска Камбо.
- 1956—1978 — музей расширен по проектам архитекторов Чуэки и Лоренте; к нему присоединено здание Касо́н дель Буэн Ретиро для размещения коллекции живописи XIX и XX веков.
- 1980 — открыты первые залы с установленными кондиционерами. Учреждён фонд «Друзья Прадо». Вышел первый выпуск Boletín del Museo del Prado («Бюллетеня музея Прадо»).
- 1982 — выставки «Эль-Греко» и «Мурильо» открывают программу крупномасштабных выставок, с последующими экспозициями, посвящёнными работам Веласкеса и Гойи, а также многих других художников испанских и зарубежных школ живописи.
- 1988 — открыт Центр искусств королевы Софии, известный также как Музей королевы Софии (Museo Nacional Centro de Arte Reina Sofia, Museo Reina Sofía, сокращённо MNCARS), куда из Прадо передано большинство работ, относящихся к XIX веку.
- 1990—1996 — вышло в свет издание репродукций картин в трёх томах.
- 1998 — закрыт для проведения капитального ремонта филиал музея Прадо —  Касо́н дель Буэн Ретиро.
- 1999 — состоялась презентация первой стадии плана по расширению музея, куда, как предполагается, будут входить пять зданий: здание Хуана де Вильянуэвы, Касо́н дель Буэн Ретиро, современное офисное здание, новое строение, включающее монастырь близлежащей церкви.
- 2007 — завершились реконструкция основного здания музея (расширение помещений для экспозиции) и постройка нового прилегающего здания по проекту архитектора Рафаэля Монео.
- 2016 — в интернете опубликованы фотографии более 11 тысяч произведений, хранящихся в музее[7].
- 2025 — музей разместил в открытом доступе программу Aracne для научного изучения холстов[8].